# نپی‌یرفیلد (آلاباما)
نپی‌یرفیلد (به انگلیسی: Napier Field) شهری در شهرستان دیل ایالت آلاباما است که مساحت آن ۰٫۶۷ کیلومتر مربع است و در سرشماری سال ۲۰۱۰ میلادی، ۳۵۴ نفر جمعیت داشته و تراکم جمعیتی آن، ۵۲۸٫۳۶ نفر در هر کیلومتر مربع بوده است.